# ジェイソン・ハンコック
ジェイソン・ハンコック（Jason Hancock、1975年7月2日 - ）は、日本のタレント、俳優。アメリカ・ネブラスカ州オマハ出身。ミシェルエンターテイメント所属。

## 来歴
大学在学中の1995年に初来日し、北海道にて2年間のボランティア活動を行う。ブリガムヤング大学国際理解学部卒業後、2000年6月に再来日。福島県会津本郷町にて教育委員会英語指導主事助手を務め、2001年、「外国人による日本語弁論大会」で外務大臣賞を受賞。その後、東京スクールオブミュージック専門学校渋谷に入学する。2017年よりミシェルエンターテイメントに所属。

## 主な出演

### テレビ
- 「おとなの基礎英語」ネイティブゲスト（2012年4月2日 - 2015年4月2日 、NHK教育テレビジョン）[1]
- 「しごとの基礎英語」外国人観光客役（2017年10月2日 - 、Eテレ）
- 「内村プロデュース」英語の先生役（テレビ朝日）
- 「Weekend Japanology（現 Begin Japanology）」（NHK BS, NHK World）
- 「Nippon Out & About（現 Journeys in Japan）」（NHK World）
- 「栗原はるみ 世界へ和食を発信」（NHK BS, NHK World）
- 「スクーパー」レポーター（日本テレビ）
- 「TOMORROW」レポーター（NHK BS, NHK World）
- 「Trails to Tsukiji」レポーター（NHK World）

### ドラマ
- ドラマ「最後の弁護人」（2003年、日本テレビ）

### 舞台
- 東京アンテナコンテナ「上海J'TRIANGLE 」（2004年、フランスワ役）[4]
- 東京アンテナコンテナ「夕陽通りにいつもの声が」（2006年、ジョン役）
- プラチナ・ペーパーズ「ラフカット2009」第二話「真夜中の太陽」（2009年、主演、ジェームス・マービン役）[5]
- 「メトロポリタン・オペラ」プッチーニ《ラ・ボエーム》
- 国境なき楽団協力企画「真夜中の太陽」（2010年、ジェームス・マービン役）[6]
- うさぎと猫の芝居小屋vol.2「真夜中の太陽」（2011年、ジェームス・マービン役）
- FRONT LINE「mission3 : Alien」（2012年、ライリー役）[7]
- 「２６：１３」（2013年、幸一郎役）[8]
- 音楽劇「ウレシパモシリ」石巻渡波公演（2014年、主演、ジェルマン役）[9]
- エクセリング「バイオハザードカフェで朝食を」（2015年）[10]
- スイセイミュージカル「楽園」（2016年）[11]

### 映画
- 日の丸レストラン（2004年1月10日、森田空海監督）[12]
- 恋の門（2004年、松尾スズキ監督）[13]第61回ヴェネツィア国際映画祭出品作

### ラジオ
- NHK高校講座（2017年04月 - 、英語、NHKラジオ第2放送）

### MC
- 「ジャムフェスジャパン JAMFEST! JAPAN」MC
- 「しまじろう English コンサート」MC
- 「Tata’ura’a タヒチアンダンスフェスティバル」MC
- 「お台場ハワイ・フェスティバル2015」MC

### その他
- ビューティー・コンテスト「スペシャル・ビューティー・ジャパン2017」企画・開催[14]